# Засоби масової інформації Мелітополя
Засоби масової інформації Мелітополя є: 5 новинних газет, 2 телеканали, близько 10 місцевих радіостанцій та міські інформаційні вебсайти. Медіахолдинг «Мелітопольські відомості» і телекомпанія «МТВ-плюс», що працюють у Мелітополі, входять до числа найбільших ЗМІ Запорізької області.
Перші газети в Мелітополі почали видаватися ще до революції. Зараз у Мелітополі видається 5 новинних газет, найстарішою з яких є «Новий день», що видається з 1923 року, а найтиражнішими — газети медіахолдингу «Мелітопольські відомості».
Телебачення в Мелітополі мовить з 1959 року, а в 1990 році в місті з'явилася перша місцева телекомпанія. Нині в Мелітополі працюють 2 міські телекомпанії, приватна телекомпанія «МТВ-плюс» і муніципальна ТРК «Мелітополь» («TVM»). Обидві ретранслюють передачі центральних телеканалів, а також мають по кілька годин на добу власного ефірного часу, зайнятого телепередачами на місцеву тематику.
Міське радіо в Мелітополі існує з 1990 року. Нині в FM-ефірі Мелітополя мовлять близько 10 радіостанцій.

## Преса
До 1917 року в Мелітополі видавалася газета «Мелітопольські відомості» (однойменна з найбільшою сучасною газетою міста). 13 вересня (31 серпня) 1913 вийшов перший номер газети «Мелітопольський листок», «загальнодоступної прогресивної газети».

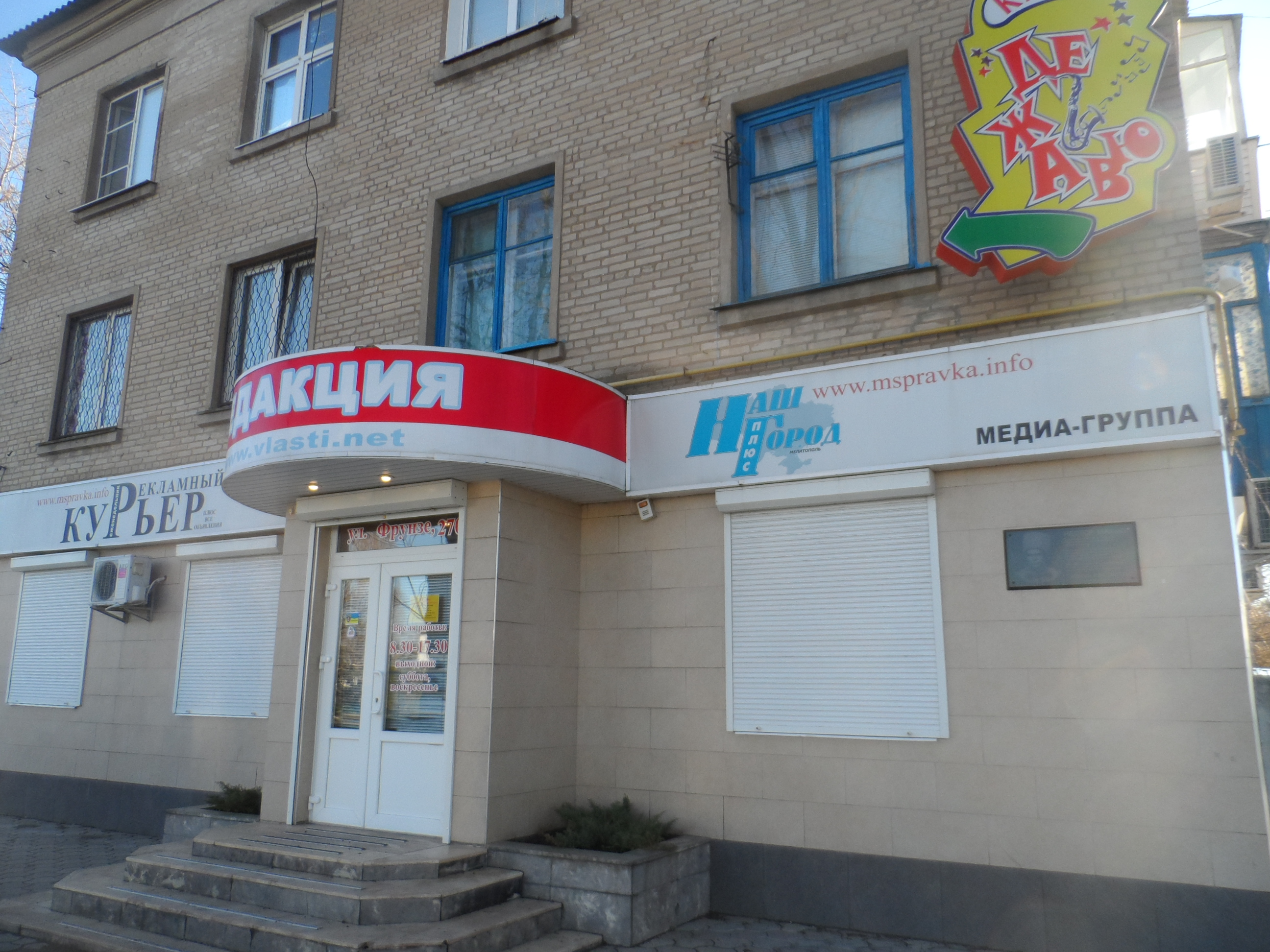

У 1918 році в Мелітополі виходили українська народна суспільно-політична і літературна газета «Наш степ», щоденна соціалістична і демократична газета «Наше життя», газета «Таврійське слово», яку видавав Таврійський губернський Союз земельних власників і хліборобів.
У роки німецької окупації (1941—1943) окупаційна влада видавали в Мелітополі газету «Мелітопольський край» та додаток до неї «Дзеркало Таврії».
27 травня 1923 вийшов перший номер газети «Радянський шлях» — органу Мелітопольського окружкомів, окрвиконкому та Окрпрофбюро. У наступні роки газета змінила назви «Думка», «Радянський степ», «Серп і молот» і зараз називається «Новий день», як і раніше, залишаючись однією з найпопулярніших газет у місті.
Крім новинних газет «МВ» і «Надія», медіахолдинг «Мелітопольські відомості» також видає газети «Програмка», «Місцевий час (45 каналів)» і «Всі оголошення».
З інтернет-видань міста помітні новинні сайти РІА Мелітополь [Архівовано 26 березня 2015 у Wayback Machine.], «Ми за Мелітополь» і.

## Телебачення
Місцеве телебачення в Мелітополі створили в 1989 році Ігор Таран, Сергій Сергєєв (працівники Моторного заводу), Олександр Колчинський (працівник «Автоцветліта»), Михайло Пачин, Ігор Мамчур, Микола Чернєв (працівники  Мелітопольського телецентру). Почалося все з реєстрації в жовтні 1989 року мелітопольських міськвиконкомом «МП Тоніс» (першого на той момент малого підприємства в Мелітополі). Директором став Ігор Таран. Телекомпанія в Мелітополі задумувалося як частина створюваної в той час Регіональної Телекомпанії «Тоніс», створена в м. Миколаєві Володимиром Іваненком. Телекомпанія під такою ж назвою «Тоніс» була створена на початку 1990-х і в Харкові. Абревіатура ТОНІС перекладається як Творче Об'єднання Нових Інформаційних Систем.
Перша мелітопольська телепередача вийшла в ефір 14 вересня 1990. У 1992 році мелітопольська телекомпанія «Тоніс» була реорганізована в телекомпанію «МТВ-плюс».
У 1991 році розпочав мовлення інший міський телеканал, «МТВ». У 1994 році він змінив назву на «TVM».
За час свого існування «МТВ-плюс» і «TVM» ретранслювали передачі центральних телеканалів, які не вели мовлення в мелітопольському ефірі, а також виробляли ряд оригінальних телепередач.
Крім того, в Мелітополі ретранслюються обласні телеканали 5 ТВ- і Запорізька обласна державна ТРК, а також ряд центральних телеканалів.

## Радіо
Перша передача міського радіо вийшла в ефір 2 лютого 1990.

### Проводове радіо
Проводове радіо почало працювати в Мелітополі в 1936 році. На час війни мовлення припинилося, а після війни дротове радіо стало одним з основних ЗМІ міста. З часом проводове радіо поступилося позиції телебаченню і ФМ-радіостанціях, якийсь час райрада продовжувала утримувати практично не працюючу редакцію, а в 2012 році мелітопольське проводове радіо остаточно завершило мовлення.